# Monganella variegata
Monganella variegata är en stekelart som beskrevs av Ian D. Gauld 1984. Monganella variegata ingår i släktet Monganella och familjen brokparasitsteklar. Inga underarter finns listade i Catalogue of Life.